# Joseph Kram
Joseph Kram (auch Josef Kram; * 20. Februar 1852 in Dettelbach; † 17. März 1874 in München) war ein deutscher Künstler. Kram wurde vor allem für seine Gedichte in ostfränkischer Mundart bekannt.

## Leben
Joseph Kram wurde am 20. Februar 1852 im unterfränkischen Dettelbach geboren. Die Stadt war Teil des bayerischen Bezirksamtes Volkach. Er wuchs als viertes von sechs Kindern in der heutigen Maingasse auf, der Bruder Georg Kram sollte später Jurist werden. Die Eltern hatten einen landwirtschaftlichen Betrieb, schickten den jungen Joseph allerdings nach der Volksschule in Dettelbach auf das Gymnasium in Würzburg. Später nahm er ein Studium an der Universität Würzburg auf. Das Studium musste krankheitsbedingt immer wieder unterbrochen werden.
Bereits in Würzburg fiel Krams Fähigkeit ins Auge, typische Szenen des Alltags zeichnerisch darzustellen. Daneben gehörten Porträts zu seinem Repertoire. In Würzburg nahm Kram auch ein Studium an der Kunstschule auf. Am 15. Oktober 1873 wurde Kram an der Akademie der Bildenden Künste in München immatrikuliert. Zunächst war er hier für die Antikenklasse eingeschrieben. Bereits vor seiner Studienzeit hatte Kram auch begonnen, Gedichte in ostfränkischer Mundart zu verfassen.
1874 erschien ein erstes monografisches Werk mit Mundartgedichten Krams, das großen Anklang fand und bald mehrere Auflagen erlebte. In der Folge wurde er schnell als Pionier der unterostfränkischen Mundart rezipiert. In den Jahren zuvor waren fast ausschließlich Werke im in Nürnberg gesprochenen Oberostfränkisch erschienen. Kram erkrankte kurz nach seinem Studiumsbeginn in München schwer. Am 19. März 1874 starb er mit 22 Jahren. Wenige Wochen vor seinem Tod hatte er zahlreiche Gedichte und Manuskripte vernichtet.
In der Geburtsstadt Krams besteht heute der Joseph-Kram-Dichterweg in Erinnerung an den Pionier der unterostfränkischen Mundartdichtung. Er ist als Stationenwanderweg konzipiert und läuft 15 Etappen an. In Dettelbach erinnert außerdem die Josef-Kram-Straße im Norden der Altstadt an den Dichter.

## Werk
Einziges erhaltenes Werk Krams ist der Gedichtband Kraut und Arbes (ofr. Kraut und Erbsen). Es erschien 1874 in Würzburg und wurde schnell zu einem Verkaufserfolg. Es folgten Neuauflagen durch einen Verlag in Kaiserslautern, 1921 wurde in Würzburg bereits die fünfte Auflage mit einem Vorwort durch Jean Bernard gedruckt. In den 1970er Jahren legte die Bücherstube B. Högner aus Kitzingen den Band neu auf. Zuletzt wurde das Werk 1983 neu gedruckt.
Die Gedichte Krams sind von großer Melancholie geprägt. Sie wurden vor allem zum Vorlesen verfasst und handeln zumeist von Menschen in den kleinen fränkischen Städten und Dörfern um Würzburg. Die Studienzeit in Würzburg selbst ist daneben auch immer wieder Thema einzelner Gedichte. Der „Frühverstorbene bringt mit seinen saftigen, sprachlich überaus treffsicheren Schwänken [...] unvergessene Bilder fränkischen Gaubauerntums. Er hat das Beste in dieser begrenzten Art geschaffen [...]“.
- Kraut und Arbes. Unterfränkische Gedichte den lieben Unterfranken gewidmet. Thein-Verlag, Würzburg 1874. Neuausgabe: Verlag Siegfried Greß, Marktbreit 1983, ISBN 978-3-920094-37-3.